# Мёллер, Клаус Микаэль
Клаус Микаэль Мёллер (дат. Claus Michael Møller; род. 3 октября 1968, в Йёрринге, Дания) — датский профессиональный шоссейный велогонщик. Двукратный чемпион Дании в индивидуальной гонке (1991, 1993).

## Достижения
1987
2-й - Чемпионат Дании — Индивидуальная гонка
1988
1-й  Чемпион Дании — Групповая гонка (любители)
1990
1-й — Этап 1 (ИГ) Тур Нормандии
1991
1-й  Чемпион Дании — Индивидуальная гонка
1992
1-й - Гран-при Хернинга
2-й - Чемпионат Дании — Групповая гонка
1993
1-й  Чемпион Дании — Индивидуальная гонка
1994
1-й - Вуэльта Эстремадуры
1-й - Вуэльта Саморы — Генеральная классификация
1-й — Этап 3
1995
1-й - Subida a Gorla
1-й - Mémorial Valenciaga
1-й - Premio Nuestra Señora de Oro
1-й — Этап 6 Вуэльта Эстремадуры
3-й - Вуэльта Кастилии и Леона — Генеральная классификация
1-й — Этап 3
1999
1-й - Trofeo Alcúdia
3-й - Вуэльта Майорки — Генеральная классификация
2000
1-й - Вольта Алентежу — Генеральная классификация
1-й — Этап 4
1-й — Этап 3 (ИГ) Трофей Хоакима Агостино
2-й - Вольта Португалии — Генеральная классификация
1-й — Этап 6
3-й - Гран-при Жорнаал ди Нотиисиаш
2001
1-й - Субида аль Наранко
8-й - Вуэльта Испании — Генеральная классификация
1-й — Этап 15
2002
1-й - Вольта Португалии — Генеральная классификация
1-й — Этапы 9 и 13
3-й - Вуэльта Валенсии — Генеральная классификация
2003
1-й - Вольта Алгарви — Генеральная классификация
1-й — Этап 4 (ИГ)
2-й - Вольта Португалии — Генеральная классификация
1-й — Этап 11 (ИГ)
6-й - Париж — Ницца
2005
1-й — Этап 10 (ИГ) Вольта Португалии

## Статистика выступлений

### Гранд-туры
| Гранд-тур                 | 1995 | 1996 | 1997 | 1998 | 1999 | 2000 | 2001 | 2002 | 2003 | 2004 |
| ------------------------- | ---- | ---- | ---- | ---- | ---- | ---- | ---- | ---- | ---- | ---- |
| Джиро д’Италия            | —    | 97   | —    | 17   | —    | —    | —    | —    | —    | —    |
| Тур де Франс              | —    | —    | —    | —    | —    | —    | —    | —    | —    | 70   |
| (c 2010 ) Вуэльта Испании | 38   | 45   | НФ   | 25   | —    | —    | 8    | 12   | 33   | 80   |

| —  | Не участвовал  |
| НФ | Не финишировал |